# سد زیزون
سد زیزون (به عربی: سد زیزون) یک سد در سوریه است که در Zeyzoun واقع شده‌است.